# Юрий Стоянов
Юрий Николаевич Стоянов е съветски руски и украински театрален и киноартист от български произход.
Народен артист на Руската федерация (2001). Автор, постановчик и изпълнител на роли (заедно с Иля Олейников) в телевизионното предаване „Городок“ („Градчето“).

## Биография
Стоянов е роден на 10 юли 1957 г. близо до Одеса, в село Бородино в семейството на лекаря от български произход Николай Георгиевич Стоянов (починал през 1993 година) и учителката, заслужил работник на образованието на Украйна, директор на Одеския педагогически колеж Евгения Леонидовна Стоянова (р. 21 юни 1935).
Учи в 27-о училище в Одеса. Майка му е заместник-директор по възпитателната работа в същото училище и преподава украински език и литература. Като дете започва да пише стихове, свири на китара, тренира фехтовка, учи в студията за киноактьори към Одеската киностудия..
След завършването през 1978 г. на Московския държавен институт за театрално изкуство „А. В. Луначарски“ (ГИТИС) играе в Болшой драматичен театър „Товстоногов“, Ленинград до 1995 година.
От 1993 до 2012 година заедно с Иля Олейников води предаването „Городок“.

## Личен живот
- Първа жена: Олга Стоянова – изкуствовед (1978 – 1983[6]).
  - Деца: от първия брак Николай Стоянов (р. 1978) и Алексей Стоянов (р. 1980), телевизионни журналисти.
- Втора жена: Марина Стоянова (1983 – 1995)[6].
- Трета жена: Елена Стоянова (доведени дъщери Ксения – р. 1989, студентка, и Анастасия, р. 1996).
  - Дъщеря Екатерина (р. 2003).

## Филмография

### Кино
- 1981: Это было за Нарвской заставой (Това беше зад Нарвската застава)
- 1981: Девушка и Гранд (Девойката и Гранда) – епизод
- 1986: Тихая застава (Тихата застава)
- 1990: Панцирь (Броня)
- 1990: Анекдоты (Анекдоти)
- 1996: Карнавальная ночь-2 (Карнавална нощ) – Репак
- 2000: Подвиги Геракла (Подвизите на Херкулес)
- 2000: Ландыш серебристый – Стас Придорожний, продуцент
- 2000: Алхимики (Алхимици) – Сатл
- 2004: С ног на голову (От краката на главата)
- 2005: Три мушкетера (Тримата мускетари) – крал Людовик XIII
- 2006: Ландыш серебристый 2 – Стас Придорожний, продуцент
- 2006: Три полуграции – Олег Степанович
- 2006: Рекламная пауза – Горобов
- 2006: Заяц над бездной (Заек над пропастта) – Семьон Кузмич Гросу, първи секретар на Компартията на Молдавия
- 2007: 12 – присяжный № 6 (съдебен заседател №6)
- 2007: Шекспиру и не снилось (Шекспир дори не е сънувал) – Игнат Савич
- 2007: Бальзаковский возраст, или Все мужики сво… – Вадим, пациент и любовник на Вера
- 2007: Королевство кривых зеркал (Кралство на кривите огледала – Продуцент
- 2007: Ералаш – выпуск № 215 (За малкия Вася)
- 2008: Гитлер капут! – Борман, Мартин|Борман
- 2008: Очень русский детектив (Много руски криминален филм) – Джони
- 2008: Золотая рыбка (Златната рибка) – помощник на Златната рибка
- 2009: Нежная зима – кинорежисьор Степан Тарханов
- 2009: Шерше ла фам – Кутузов
- 2009: Правдивая история об Алых парусах (Истинската история за Алените платна) – Кмета Гез
- 2010: Золотой ключик – Котаракът Базилио
- 2010: Смерть в пенсне, или Наш Чехов – Даниил Сорин
- 2010: Человек у окна (Човекът до прозореца) – Александр Дронов
- 2010: Морозко – Морозко
- 2011: Два пистолета 2 – Бос
- 2011: Ласточкино гнездо – Бащата на Ида Корнилова
- 2012: Новые приключения Аладдина – Везир
- 2012: Zолушка (Пепеляшка) – Чугайнов Виктор Павлович
- 2012: Белая гвардия – генерал-майор Блохин
- 2012: Снежная королева – кралят, озвучаване
- 2012: Красная шапочка (Червената шапчица) – вълкът
- 2013: Мы из джаза 2 – бащата
- 2013: Друзья друзей (Приятели на приятелите)
- 2021: Вампири от Средна Русия – Светослав Вернидубович Кривич

### Телевизия
- 1990: „Кергуду!“ (Централна телевизия на СССР, Първа програма)
- 1991 – 1992: „Адамова ябълка“ (Ленинградска программа)
- 1993 – 2012: „Городок“ (Ленинградска программа, РТР)
- 2011: „Рекламно лице на „Триколор ТВ““ (Пети канал и др. канали, вестници, списания и т.н.)

### Озвучаване
- 2000: „Брат 2“ – нью-йоркски таксиметров шофьор
- 2011: „Мой парень из зоопарка“ („Моят момък от зоопарка“) – мечока Джером

## Признание
- 1996 – лауреат на премията ТЭФИ в номинацията „Най-добър водещ на развлекателна програма“ (програма „Городок“)
- 1999 – лауреат на премията ТЭФИ в номинацита „Развлекателна програма“ (програма „Городок“)
- 2001 – лауреат на премията ТЭФИ в номинацията „Най-добър водещ на развлекателна програма“ (програма „Городок“)
- 2001 – „Народен артист на Руската федерация“
- 2002 – лауреат на премията ТЭФИ в номинацията „Развлекателна програма“ (програма „Городок“)
- 2007 – „Златен орел“ в номинацията „За най-добра мъжка роля“ (филм „12“)
- 2012 – награден с Почетен орден на Русия[8]

## Интересни факти
- Стоянов е майстор на спорта на Украйна по фехтовка на сабя.
- Роден е в един и същи ден със своя партньор от предаването „Городок“ Иля Олейников – 10 юли, само 10 години по-късно.
- Единствената голяма роля на Юри Стоянов по време на работата му в драматичния театър е ролята на Моцарт в спектакъла „Амадеус“[9]
- Свири на шестструнна китара и пее.
- Юрий Стоянов е поет. В детството си пародира съветските политици и учителите си.[5]
- Взема участие в рекламата на спътниковата телевизия „Триколор ТВ“.
- Обича шоуто WWE.